# 가토리정
가토리정(香取町)은 지바현 가토리군에 일찍이 존재했던 정이다. 현재의 가토리시에 해당한다.
현재의 가토리시는 2006년 신설 합병으로 탄생한 것으로, 본정과는 다른 자치단체이다.

## 지리
- 현재 가토리시의 중부, 구 사하라시의 동부에 위치한다.
- 촌 지역은 고원과 평지가 뒤섞인 골짜기가 많은 지형이다.

## 역사
- 1889년 4월 1일 - 정촌제 시행에 수반해 가토리군 가토리촌이 성립하였다.
- 1897년 5월 5일 - 정으로 승격해 가토리정이 되었다.
- 1951년 3월 15일 - 사와라정, 가사이정, 히가시오토촌과 합병해, 사와라시를 신설해, 동일 가토리정은 폐지되었다.

## 인구
| 1891年 | 3,387 |
| 1903年 | 3,655 |
| 1920年 | 4,131 |
| 1935年 | 4,359 |
| 1940年 | 4,749 |
| 1951年 | 6,346 |

## 교통

### 철도
- 일본국유철도 ( → 동일본 여객철도)
  - 나리타선

## 참고문헌
- 角川日本地名大辞典編纂委員会 編『角川日本地名大辞典 12 千葉県』角川書店、1984年。ISBN 4040011201。